# Anino
Pour plus de détails, voir Fiche technique et Distribution.
Anino est un film philippin réalisé par Raymond Red, sorti en 2000.

## Synopsis
À Manille, un homme solitaire a la passion de photographier des églises. Un jour, un jeune homme le prend à partie lui disant qu'il perd sont temps.

## Fiche technique
- Titre : Anino
- Réalisation : Raymond Red
- Scénario : Raymond Red
- Musique : Yano
- Photographie : Raymond Red
- Montage : Renewin Alano, Mel Ladao et Raymond Red
- Production : Raymond Red
- Société de production : AtomFilms, Filmex Productions, Fuji-Keyser Mercantile, Mistulang Pelikula et Roadrunner Network
- Pays :  Philippines
- Genre : Drame
- Durée : 13 minutes
- Dates de sortie : 
  -  Corée du Sud : octobre 2000 (festival international du film de Busan)

## Distribution
- Ronnie Lazaro : le photographe
- Eddie Garcia : l'homme au pistolet
- John Arcilla : l'homme en noir
- Ronnie Pulido : l'enfant
- Ermie Concepcion : la femme dans l'église
- Ruben Lee : Naglagay

## Distinctions
Le film a reçu la Palme d'or du court métrage lors du festival de Cannes 2000.